# V pasti (film, 2016)
V pasti (v anglickém originále Shut In) je thrillerový film z roku 2016. Režie se ujal Farren Blackburn a scénáře Christina Hodson. Ve snímku hrají hlavní role Naomi Wattsová, Oliver Platt, Charlie Heaton, Jacob Tremblay, David Cubitt a Clémentine Poidatz. Do kin byl oficiálně uveden 11. listopadu 2016. V České republice bude mít premiéru 29. prosince 2016.

## Obsazení
| Naomi Wattsová     | Mary Portman    |
| Oliver Platt       | Dr. Wilson      |
| Charlie Heaton     | Steven Portman  |
| David Cubitt       | Doug Hart       |
| Jacob Tremblay     | Tom Patterson   |
| Clémentine Poidatz | Lucy            |
| Crystal Balint     | Grace           |
| Alex Braunstein    | Aaron Hart      |
| Peter Outerbridge  | Richard Portman |

## Děj
Psycholožka Mary (Naomi Wattsová) přišla kvůli autonehodě o manžela a její syn zůstal paralyzovaný. Nyní se snaží žit izolovaně ve svém domě a stará se o svého syna. Během bouře začne věřit, že někdo je uvnitř jejich domu a snaží se jim ublížit.

## Produkce
5. listopadu 2014 bylo oznámeno, že společnost EuropaCord bude vytvářen film V pasti s režisérem Farrenem Blackburnem k psychologickému thrilleru ke scénáři od Christiny Hodson. Natáčení začalo v polovině března roku 2015 v Kanadě.

## Přijetí
V Severní Americe byl oficiálně uveden 11. listopadu 2016, společně s filmy Příchozí a Almost Christmas . Za první víkend docílil sedmé nejvyšší návštěvnosti, kdy vydělal 3.7 milionů dolarů. Projektován byl výdělek 6 milionů z 2 058 promítacích sálů.
Film získal pozitivní recenze od kritiků. Na recenzní stránce Rotten Tomatoes získal z 27 započtených recenzí 4 procenta s průměrným ratingem 2,7 bodů z deseti. Na serveru Metacritic snímek získal z 13 recenzí 22 bodů ze sta. CinemaScore snímku udělyl známku C na škále A+ až F.